# Erik Birgersson (Bjälboätten)
Erik Birgersson, död 17 december 1275, begravd i Varnhems kloster i Västergötland, var hertig av Småland från 1275. Son till riksföreståndaren jarl Birger Magnusson (död 1266) och prinsessan Ingeborg Eriksdotter av Sverige (död 1254).
I Magnus Lagaböters saga påstås Erik ha kallat sig själv "Eirek allz-ekki" för att han inte fått någon titel. Först när Magnus Ladulås blev kung fick Erik överta hans titel och kalla sig hertig. Rolf Pipping har påpekat att öknamnet kan vara en ordvits, med en pleonastisk negation, som går ut på att namnet Erik ska uppfattas som "är icke" och namn + binamn alltså egentligen som "är icke alls ingenting". Sakuppgiften kan alltså vara osann och ha sitt upphov i att sagans författare Sturla Tordarson ville briljera med sin språkliga kompetens.
Då Birger jarls grav i Varnhems kyrka öppnades och undersöktes 21–24 maj 2002 kunde osteologen Torbjörn Ahlström från Lunds universitet bekräfta att graven innehöll kvarlevorna från tre personer – sannolikt jarl Birger, hans andra hustru Mechtild av Holstein, samt sonen hertig Erik.
Jarl Birgers skelett visar att han var omkring 172 cm lång – sonen Erik var några cm längre, men betydligt klenare byggd. Eriks muskelfästen var svagt utvecklade. På kotor och bröstben fanns vissa spår av sjukliga förändringar, och han bör ha varit i 25-årsåldern då han avled 1275.